# Olby
Olby település Franciaországban, Puy-de-Dôme megyében. Lakosainak száma 862 fő (2022. január 1.). Olby Ceyssat, Mazaye, Nébouzat, Saint-Bonnet-près-Orcival és Saint-Pierre-Roche községekkel határos.

## Népesség
A település népességének változása:
| Lakosok száma | 749  | 774  | 795  | 795  | 812  | 829  | 840  | 859  | 862  |
|               | 2013 | 2015 | 2016 | 2017 | 2018 | 2019 | 2020 | 2021 | 2022 |